# Яхаги, Саюри
Саюри Яхаги (яп. 矢作 紗友里 Яхаги Саюри) (родилась 22 сентября 1986 года в Токио, Япония) — сэйю. Работает в компании I'm Enterprise.

## Биография
Яхаги родилась в Токио, но долгое время прожила в городе Хатинохе (префектура Аомори.
В 2005 году дебютировала как актриса озвучка в главной роли Карин Маака в аниме-сериале Karin.
31 января 2015 года вышла замуж.

## Роли в аниме

### 2005 год
- Karin — Карин Маака (дебют)

### 2006 год
- Buso Renkin — Ханака Бусудзима
- Kanon — Классный руководитель
- Otogi-Juushi Akazukin — Грейтел
- School Rumble Nigakki — Мио Тэннодзи
- Tokimeki Memorial Only Love — Юка Фудзикава
- Wan Wan Serebu Soreyuke! Tetsunoshin — Аудрей

### 2007 год
- Bakugan Battle Brawlers — Ай (9 серия)
- Hayate the Combat Butler — Идзуми Сэгава
- Kaze no Stigma — Юй (17 серия)
- Kenkoo Zenrakei Suieibu Umishou — Маая Нанако
- Kishin Taisen Gigantic Formula — Уцуми Амано
- Over Drive — Кахо Асахи
- Potemayo — Эйко Ханабуса
- Kyoushirou to Towa no Sora — Ку Сиратори
- Shugo Chara! — Рима Масиро
- Sola — Тисато Мидзугути

### 2008 год
- Ga-Rei — Мами Идзуми
- Hell Girl — Катасэ Ририка (5 серия)
- Black Butler — Ран Мао
- Net Ghost PiPoPa — Хикару
- Rosario + Vampire — Тонко Онияма
- Rosario + Vampire Capu2 — Тонко Онияма
- Shugo Chara!! Doki — Рима Масиро
- To Love-Ru — Харуна Сайрэндзи
- Tytania — Лира Флоренц

### 2009 год
- Asu no Yoichi! — Сакё Сагиномия
- Asura Cryin’ — Аниа Фортуна
- Asura Cryin’2 — Аниа Фортуна
- Fight Ippatsu! Juden-chan!! — Ионо
- Guin Saga — Суни
- Sora o kakeru shoujo — Эрика
- Sora no Otoshimono — Ив
- Yumeiro Patissiere — Мия Косиро

### 2010 год
- Bakuman — Кая Миёси
- Chu-Bra!! — Харука Сираиси
- MM! — Ноа Хиираги
- To Love-Ru — Харуна Сайрэндзи
- Ookami-san — Судзумэ
- Seikimatsu Occult Gakuin — Фумиаки Утида (ранние годы)
- Seitokai Yakuindomo — Судзу Хагимура

### 2011 год
- Bakuman 2 — Кая Миёси
- Ikoku Meiro no Croisee — Камилла
- Haganai — Юкико Нагата
- Maken-ki! — Кодама Химэгами
- Softenni — Элизабет
- Working!! — Момока Сидзутани

### 2012 год
- Bakuman 3 — Кая Миёси
- Sankarea — Ранко Саодзи
- Sword Art Online — Сакуя
- Tantei Opera Milky Holmes: Act 2 — Ирэна
- Oda Nobuna no Yabou — Мицухидэ Акэти
- To Love-Ru Darkness — Харуна Сайрэндзи
- Tonari no Kaibutsu-kun — Ю Мияма

### 2013 год
- Kimi no Iru Machi — Мина Нагоси
- Kyoukai no Kanata — Юй Инами
- Karneval — Цубамэ
- Tamayura: More Aggressive — Харуми Каваи (6 серия)

### 2014 год
- Gokukoku no Brynhildr — Саори
- M3: Sono Kuroki Hagane — Касуми Райка
- Maken-ki! Tsu — Кодама Химэгами
- Seitokai Yakuindomo* — Судзу Хагимура
- Silver Spoon — Аямэ Минамикудзё
- Tokyo ESP — Мами Идзуми

### 2015 год
- Ansatsu Kyoushitsu — Манами Окуда
- Go! Princess PreCure — Ранко Итидзё
- Plastic Memories — Зак
- Saenai Heroine no Sodatekata — Митиру Хёдо

### 2016 год
- Assassination Classroom 2nd Season — Манами Окуда
- She and Her Cat — друг
- Kamisama Minarai: Himitsu no Cocotama — Вивит
- D.Gray-man Hallow — Тимоти Херст
- The Seven Deadly Sins: Signs of Holy War — Пеллиот
- Kiss Him, Not Me — Кирари Нанасима

### 2017 год
- Saekano: How to Raise a Boring Girlfriend Flat — Митиру Хёдо
- Urara Meirocho — Мари

### 2018 год
- Dame×Prince Anime Caravan — Ани Инако
- Steins;Gate 0 — Махо Хиядзё

### 2019 год
- Senryu Girl — Аманэ Катагири

### 2020 год
- Dokyu Hentai HxEros — Момока Момодзоно